# Hawick
Hawick (in lingua scots: Haaick) è una città della Scozia, situata nelle Scottish Borders, nel Regno Unito.